# Benny Likumahuwa
Benny Likumahuwa (ur. 18 czerwca 1946 w Kediri, zm. 9 czerwca 2020) – indonezyjski muzyk jazzowy.
Opanował grę na różnych instrumentach muzycznych takich jak bongosy, klarnet, gitara basowa, saksofon i puzon.
Po przeprowadzce do Bandungu dołączył do Cresendo Band. W 1968 r. stał się członkiem formacji funkowej The Rollies. W latach 70. miał rozsławić Indonezję, występując na różnych imprezach w Azji Południowo-Wschodniej. Po powrocie do rodzinnego kraju zaproponowano mu dołączenie do grupy The Jazz Raiders.
Uczestniczył w licznych festiwalach jazzowych odbywających się w Indonezji i za granicą, m.in. w Singapurze i Malezji. Często występował na scenie ze swoim synem, Barrym Likumahuwą, który jest znanym basistą jazzowym. W 2006 r., wraz z Todungiem Pandjaitanem, Gilangiem Ramadhanem i Donnym Suhendrą, założył GladiResik Music.
Jego bratem był piosenkarz Utha Likumahuwa.